# PA-407
A  PA-407 é uma rodovia brasileira do estado do Pará. Essa estrada intercepta a PA-151 em sua extremidade leste. Está localizada na região nordeste do estado, atendendo ao município de Igarapé-Miri.
Também conhecida como Rodovia do Açaí, é considerada uma importante via de ligação entre a cidade de Igarapé-Miri até o Distrito da Vila de Maiauatá, pois através dela passa boa parte da produção de Açaí que abastece o estado do Pará, o mercado nacional e exterior, com isto movimenta cerca de 80% da economia do município.
Apesar da sua importância a Rodovia encontra-se em estado de intrafegabilidade, pois desde que foi aberta nunca passou por obras de pavimentação asfáltica e drenagem, assim é composta apenas por terra batida. A rodovia que é cortada por alguns rios da região, detém em sua estrutura muitos trechos com atoleiros (principalmente durante o inverno amazônico) e boa parte das pontes são de madeiras. Em 2018 a Rodovia começou a ganhar as primeiras pontes de concreto.
Atualmente está em fase de licitação e elaboração um projeto para a pavimentação total da rodovia.